# A Rocket To The Moon
A Rocket to the Moon was een Amerikaanse rockband uit Massachusetts.

## Bezetting
- Nick Santino[3] (zang, gitaar)
- Justin Richards (gitaar)
- Eric Halvorsen[4] (basgitaar)
- Andrew Cook[5] (drums)

## Geschiedenis
A Rocket to the Moon begon in 2006 als een solo-project van rockmuzikant Nick Santino uit Braintree (Massachusetts). Na verschillende onafhankelijke publicaties kreeg hij een platencontract bij het label Fueled by Ramen. Voor zijn optredens formeerde hij een band, waarmee hij ook het debuutalbum On Your Side opnam. Het werd uitgebracht op 12 oktober 2009 en plaatste zich rechtstreeks in de Amerikaanse hitlijsten. Een jaar later verscheen de ep The Rainy Day Sessions, die vijf albumnummers bevatte in een nieuwe opname met het vrouwelijke countryduo Larkin Poe. Met het ep-nummer Like We Used To scoorde de band in de Amerikaanse Billboard Hot 100. Op 2 oktober 2012 kwam de ep That Old Feeling uit, waarop vier nieuwe nummers van de band te horen zijn. Onder hen is de single Whole Lotta You, uitgebracht op 21 augustus 2012. Het tweede studioalbum Wild & Free kwam uit in januari 2013. Na een korte tournee onder de naam One Last Night in de zomer van 2013 en een laatste ep werd de band ontbonden.

## Discografie

### Albums
- 2009: On Your Side
- 2013: Wild & Free

### Singles
- 2008: Greetings From (ep)
- 2010: The Rainy Day Sessions (ep)
- 2010: Like We Used To
- 2012: Whole Lotta You
- 2013: The Ones You Meet Along the Way: A Collection of Stories from the Road (ep)